# Aigne
 Aigne  es una población y comuna francesa, situada en la región de Occitania, departamento de Hérault, en el distrito de Béziers y cantón de Olonzac.

## Demografía

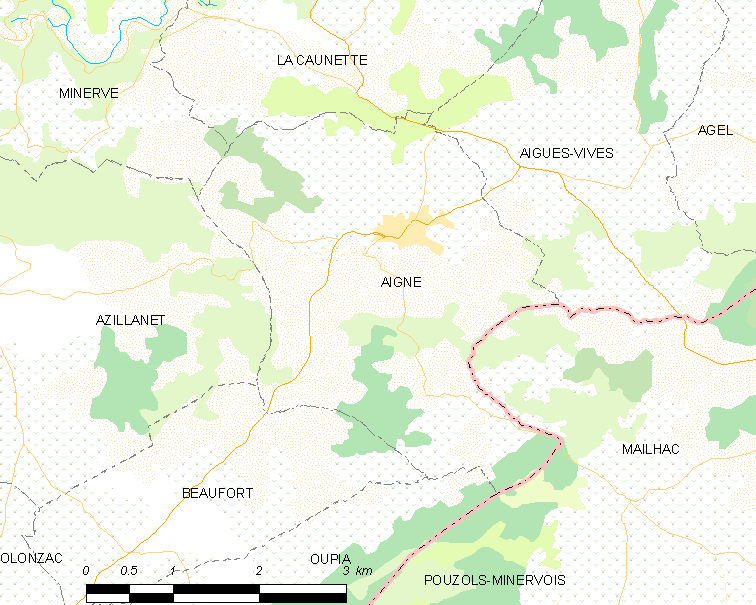
Mapa

| 364 | 321 | 265 | 237 | 209 | 234 | 269 |
| Para los censos de 1962 a 1999 la población legal corresponde a la población sin duplicidades (Fuente: INSEE [Consultar]) |     |     |     |     |     |     |